# Camp Wood
Camp Wood es una ciudad ubicada en el condado de Real en el estado estadounidense de Texas. En el Censo de 2010 tenía una población de 706 habitantes y una densidad poblacional de 540,85 personas por km².

## Geografía
Camp Wood se encuentra ubicada en las coordenadas 29°40′9″N 100°0′39″O / 29.66917, -100.01083. Según la Oficina del Censo de los Estados Unidos, Camp Wood tiene una superficie total de 1.31 km², de la cual 1.31 km² corresponden a tierra firme y (0%) 0 km² es agua.

## Demografía
Según el censo de 2010, había 706 personas residiendo en Camp Wood. La densidad de población era de 540,85 hab./km². De los 706 habitantes, Camp Wood estaba compuesto por el 89.94% blancos, el 0.71% eran afroamericanos, el 1.56% eran amerindios, el 0% eran asiáticos, el 0.14% eran isleños del Pacífico, el 4.96% eran de otras razas y el 2.69% pertenecían a dos o más razas. Del total de la población el 36.12% eran hispanos o latinos de cualquier raza.